# 浜ロン
浜ロン（はまろん、1973年9月18日 - ）は、日本のお笑い芸人、放送作家。東京都調布市出生、府中市出身。本名は浜口 亮（はまぐち りょう）。

## 来歴・人物
身長175cm、体重65kg。趣味は本の立ち読み、サッカー、カラオケ・ボクシングジム通い。特技はけん玉。
3人兄弟の末っ子であり、これが前コンビ名の『サードメン』の由来でもあった。
NSC東京校1期生出身。
NSC卒業後は『ロケットマガジン』のメンバーとして活動。その後、高橋卓也と『アストロ・ノーツ』を結成、後に「サードメン」と改名。
サードメンでは「暗い方」「堂珍に似てる方」担当だった。
2007年2月にコンビを解散したが、浜口はそれ以前から既にピン芸人として活動していた。コンビ解散直後に出場したR-1ぐらんぷり2007では準決勝まで進出した。
ベイビーレイズのCDの初回生産版の特典DVDに「笑いガーマスク」として出演している。
2022年1月に、ナチュラルエイトを退所し、フリーとして活動を継続する。

## 芸風
「笑イガーマスク」のキャラクターで出演するときは、タイガーマスクの覆面をかぶり、一発ギャグを披露してウケたりすべったりしながら、その時の心境を「笑いガー川柳」にして詠むという芸風である。なお、笑イガーマスクとして「雷ライブ」（浅草東洋館）にライブ出演したこともある。
他にも桃太郎シリーズ（ヤンキー風、まわりくどい、一言多いなど）やプライスレスな一言などのネタがある。
また一発ギャグとして、早口で言うシリーズ（安室奈美恵など）やウグイスみたいに聞こえるシリーズ（風吹ジュンなど）がある。

## 出演

### 現在の出演番組

#### テレビ
- 上田ちゃんネル（テレ朝チャンネル）
- ビットワールド「ビットやねん!」（NHK教育テレビ）
- 革命！グラドル新党（アイドル専門チャンネルPigoo）
- 太田上田（中京テレビ、不定期出演） - 企画構成も兼任。

#### 動画配信
- 浜ロンの哲学ナンパ論 ～アダムとイヴ～（owarai.tv）
- 沈黙（owarai.tv）

### 過去の出演番組

#### テレビ
- 虎の門 （テレビ朝日）
- 関根&優香の笑う夏休み2007 （テレビ朝日）
- 月刊イジューイン （MONDO21）
- 伊集院光のばんぐみ （日本BS放送）
- 伊集院光のしんばんぐみ（日本BS放送）
- 伊集院光のばらえてぃーばんぐみ（東名阪ネット6）
- Dのこだわり （BS朝日）
- お笑い図鑑 ハマヌキ（tvk）
- アリケン（テレビ東京、2009年10月3日）
- エンタの神様（日本テレビ） - 2009年3月14日に「笑イガーマスク」として初出演、キャッチコピーは「必殺の川柳チョップ」
- エンタの天使（日本テレビ、2010年2月17日） - 「笑イガーマスク」として初出演、キャッチコピーは「必殺の川柳チョップ」
- ファミレストーク王決定戦（フジテレビ）
- ジャガイモン（テレ朝チャンネル、不定期出演）
- おはスタ（テレビ東京）- 2014年1月22日、「ひなこ姫を起こせ!」に「笑イガーマスク」として出演
- くりぃむナンチャラ（テレビ朝日）
- 月曜から夜ふかし（日本テレビ、- 2019年5月20日、不定期出演、前説）
- ツボ娘（TBS）
- オールスター後夜祭（2018年10月7日[2]、2019年4月7日[3]、TBS）

#### 動画配信
- 古坂大魔王と浜ロンの「ニコラジ」

### 舞台
- LIVEミュージカル演劇『チャージマン研！』（2019年10月31日 - 11月6日、新宿FACE） - ジュラル星人 役[4]
- LIVEミュージカル演劇『チャージマン研！』R-2（2020年10月10日 - 18日、新宿FACE） - ジュラル星人 役[5]

### DVD
- 上田ちゃんネル Vol.1 （2010年4月7日発売、アニプレックス）
- 伊集院光のばんぐみのでぃーぶいでぃー vol.1（2008年10月15日発売） ポニーキャニオン
- 伊集院光のばんぐみのでぃーぶいでぃー vol.2（2008年11月19日発売）
- 伊集院光のでぃーぶいでぃー ～超難解 間違い探しの巻（2010年1月20日発売）
- 伊集院光のでぃーぶいでぃー ～しゃしん『伊』の巻（2010年2月17日発売）
- 伊集院光のばらえてぃー　ラジオの魅力に迫りまＳＨＯＷ！~投稿しＮＩＧＨＴ~の巻（2012年4月27日発売）
- 伊集院光のばらえてぃー ノンアルコールドミノ毒入りの巻（2012年6月29日発売）

### 書籍
- ダ名言 （2020年4月10日発売、主婦の友社）